# Zlakova
Zlakova (Duits: Slakova of Schlogenberg) is een plaats in Slovenië en maakt deel uit van de gemeente Zreče in de NUTS-3-regio Savinjska. De plaats telde 158 inwoners op 1 januari 2020.